# 梅普爾里奇 (密歇根州)
梅普爾里奇（英語：Maple Ridge）是位於美國密歇根州阿勒納克縣的一個非建制地區。

## 地理
梅普爾里奇所處的海拔為高於海平面246米（即807英呎），而該地所採用的時區為UTC-5，即北美东部時區（EST）。同時該地設有夏令時間，為UTC-5調快一小時，即UTC-4（EDT）。